# 太陽城鎮區 (堪薩斯州巴伯縣)
太陽城鎮區（英語：Sun City Township）為位在美國堪薩斯州巴伯縣的鎮區。2010年美国人口普查中該鎮區人口有68人。

## 地理
太陽城鎮區涵蓋面積124.31平方（48.00平方英里），境內擁有一座城鎮：太陽城。

### 墓園
根據美國地質調查局的資料，此鎮區僅有1座墓園：
- 森尼賽德墓園（Sunnyside Cemetery）

### 溪流
通過此鎮區的溪流有：
- 貝爾溪（Bear Creek）
- 埃爾克溪（Elk  Creek）
- 馬爾伯里溪（Mulberry Creek）
- 北埃爾克溪（North Elk Creek）
- 南埃爾克溪（South Elk Creek）
- 特基溪（Turkey Creek）

## 人口統計
根據2010年美國人口普查，太陽城鎮區人口有68人，人口密度為0.55人/平方公里。種族方面，100%為白人；0%為非裔美洲人；0%為美洲原住民；0%為亞洲人；0%為太平洋島民；0%為其他種族；另外有0%為兩個或以上的種族。而西班牙裔美國人或拉丁美洲人佔該鎮區人口的0%。

## 外部連結
- US-Counties.com
- City-Data.com（页面存档备份，存于）